# Фрунзенська сільська рада (Сакський район)
Фру́нзенська сільська́ ра́да — адміністративно-територіальна одиниця та орган місцевого самоврядування в Сакському районі Автономної Республіки Крим. Адміністративний центр — село Фрунзе.

## Загальні відомості
- Населення ради: 3 107 осіб (станом на 2001 рік)

## Населені пункти
Сільській раді підпорядковані населені пункти:
- с. Фрунзе

## Склад ради
Рада складається з 20 депутатів та голови.
- Голова ради: Генрі Валентина Андріївна
- Секретар ради: Сульдіна Наталія Миколаївна

### Керівний склад попередніх скликань
| Прізвище, ім'я, по батькові | Основні відомості                                                         | Дата обрання | Дата звільнення |
| --------------------------- | ------------------------------------------------------------------------- | ------------ | --------------- |
| Генрі Валентина Андріївна   | Сільський голова, 1957 року народження, освіта вища, позапартійна         | 26.03.2006   | 31.10.2010      |
| Генрі Валентина Андріївна   | Сільський голова, 1957 року народження, освіта вища, член Партії регіонів | 31.10.2010   |                 |

Примітка: таблиця складена за даними сайту Верховної Ради України

### Депутати
За результатами місцевих виборів 2010 року депутатами ради стали:

#### За суб'єктами висування
| Суб'єкт висування                 | Кількість обраних депутатів | %  |
| --------------------------------- | --------------------------- | -- |
| Самовисування                     | 9                           | 45 |
| Партія регіонів                   | 8                           | 40 |
| Політична партія «Руська Єдність» | 3                           | 15 |

#### За округами
| № округу                          | Прізвище, ім'я, по батькові     | Дата визнання обраним | Освіта  | Партійна приналежність                  | Відомості про обраного депутата                |
| --------------------------------- | ------------------------------- | --------------------- | ------- | --------------------------------------- | ---------------------------------------------- |
| Партія регіонів                   |                                 |                       |         |                                         |                                                |
| 2                                 | Іванов Сергій Олексійович       | 31.10.2010            | вища    | член Партії регіонів                    | фельдшерсько-акушерський пункт, головний лікар |
| 5                                 | Сироткин Олексій Васильович     | 31.10.2010            | вища    | член Партії регіонів                    | приватний підприємець                          |
| 7                                 | Маковоз Олександр Миколайович   | 31.10.2010            | вища    | член Партії регіонів                    | приватний підприємець                          |
| 12                                | Кушнаренко Юрій Юрійович        | 31.10.2010            | вища    | член Партії регіонів                    | ДП УОПЗ ім. Фрунзе НАУ, інженер                |
| 13                                | Новак Юлія Анатоліївна          | 31.10.2010            | вища    | член Партії регіонів                    | Фрунзенська сільська рада, землевпорядник      |
| 17                                | Сульдина Наталя Миколаївна      | 31.10.2010            | вища    | член Партії регіонів                    | Фрунзенська сільська рада, секретар            |
| 18                                | Квасов Георгій Васильович       | 31.10.2010            | вища    | член Партії регіонів                    | пенсіонер                                      |
| 19                                | Войтюк Микола Михайлович        | 31.10.2010            | середня | член Партії регіонів                    | ДП УОПЗ ім. Фрунзе НАУ, робітник               |
| Політична партія «Руська Єдність» |                                 |                       |         |                                         |                                                |
| 3                                 | Коваль Василь Олександрович     | 31.10.2010            | середня | член Політичної партії «Руська Єдність» | ДП УОПЗ ім. Фрунзе НАУ, робітник               |
| 10                                | Радченко Сергій Петрович        | 31.10.2010            | середня | член Політичної партії «Руська Єдність» | ДП УОПЗ ім. Фрунзе НАУ, робітник               |
| 16                                | Чернюк Наталя Вікторівна        | 31.10.2010            | середня | член Політичної партії «Руська Єдність» | ДП УОПЗ ім. Фрунзе НАУ, продавець              |
| Самовисування                     |                                 |                       |         |                                         |                                                |
| 1                                 | Баршин Віктор Федорович         | 05.11.2010            | вища    | член Комуністичної партії України       | пенсіонер                                      |
| 4                                 | Трофимова Тетяна Вікторівна     | 31.10.2010            | вища    | позапартійна                            | приватний підприємець                          |
| 6                                 | Меркулов Олександр Анатолійович | 31.10.2010            | вища    | позапартійний                           | ДП УОПЗ ім. Фрунзе НАУ, завідувач зернотоку    |
| 8                                 | Баранюк Валерій Анатолійович    | 31.10.2010            | вища    | позапартійний                           | приватний підприємець                          |
| 9                                 | Савин Юрій Анатолійович         | 31.10.2010            | вища    | позапартійний                           | фермерське господарство, фермер                |
| 11                                | Мак Володимир Віталійович       | 31.10.2010            | середня | позапартійний                           | тимчасово не працює                            |
| 14                                | Костенко Світлана Василівна     | 31.10.2010            | вища    | позапартійна                            | приватний підприємець                          |
| 15                                | Котов Олексій Петрович          | 31.10.2010            | середня | позапартійний                           | тимчасово не працює                            |
| 20                                | Соколов В'ячеслав Олексійович   | 31.10.2010            | середня | позапартійний                           | ДП УОПЗ ім. Фрунзе НАУ, робітник               |